# Pilote privé
Un pilote privé est, en aéronautique, l'expression consacrée pour désigner un pilote non professionnel, c’est-à-dire un pilote amateur ou de loisirs.
Cette expression s'emploie pour l'avion et l'hélicoptère mais pas pour le planeur, l'ULM, le deltaplane ou le parapente sans doute parce que ces dernières activités sont (au moins à leur début) uniquement du loisir.
Pour l'avion, en France, un pilote privé est titulaire soit d'un brevet de base , soit d'une LAPL(A) (licence de pilote aéronef léger)  soit d'une PPL(A) (Private Pilot Licence). Pour l'hélicoptère, c'est la LAPL(H) ou le PPL(H).
Dans tous les cas, un pilote privé ne peut pas être rémunéré pour ses vols, qui doivent se dérouler sur un aéronef exploité à titre non onéreux. Cependant, le coût du transport peut être divisé entre les différents passagers et le pilote. Cette pratique est inscrite dans la loi (article 4.3.2 de l'arrêté du 31 juillet 1981) . Le coavionnage en France est légal et rendu possible par l arrêt du conseil d 'état le 22 juin 2017.

## Examens

### Théorique
Pour obtenir une licence de pilote privé, LAPL ou PPL , il faut passer un examen théorique. Depuis le 8 avril 2013, son organisation interne a changé il s'agit maintenant de 2 épreuves (commune et spécifique), au lieu de 5 épreuves.
L’épreuve commune comporte :
- Réglementation (ancien module A)
- Performances humaines (ancien module D)
- Météorologie (une partie de l’ancien module C)
- Communications (ancien module E)

L’épreuve spécifique, qui sera différente en fonction des examens PPL(A), PPL(H) et LAPL(A), comporte :
- Le reste de l’ancien module C : les principes du vol, les procédures opérationnelles, la performance opérationnelle, la navigation

- L’ancien module B : connaissance générale de l’aéronef.

### Pratique
L'épreuve pratique de la LAPL ou de la  PPL consiste en un test en vol avec un examinateur (FE pour Flight Examiner) composé de plusieurs sections pouvant être regroupées à discrétion de l'examinateur. En cas d'échec à une section, elle peut être repassée, mais l'échec à plus d'une section impose de repasser l'épreuve dans son intégralité. Le critère majeur et éliminatoire est le respect de la sécurité à tout moment du vol.